# Поздовжня електромагнітна хвиля
Поздовжня електромагнітна хвиля - електромагнітна хвиля, для якої напруженість електричного поля паралельна напрямку розповсюдження.
Поздовжня електромагнітна хвиля не існує у вакуумі, але може розповсюджуватися на певних частотах у середовищі.
Згідно з четвертим рівнянням Максвела
{\displaystyle \mathbf {k} \cdot \mathbf {D} =\varepsilon \mathbf {k} \cdot \mathbf {E} =0},
де {\displaystyle \mathbf {k} } - хвильовий вектор, {\displaystyle \mathbf {E} } - напруженість електричного поля, 
{\displaystyle \mathbf {D} } - вектор електричної індукції, {\displaystyle \varepsilon } - діелектрична проникність.
Умова {\displaystyle \mathbf {k} \cdot \mathbf {E} \neq 0} вимагає, щоб {\displaystyle \varepsilon (\omega )=0}. 
Така вимога реалізується лише на певних частотах ω. 
Класичним прикладом поздовжньої електромагнітної хвилі є поширення плазмових коливань у плазмі, плазмони в металах. 
Можливість виникнення поздовжніх електромагнітних хвиль виникає також поблизу частот оптичних переходів у діелектриках. 
Поздовжні електромагнітні хвилі можливі також на границі розділу середовищ із різними діелектричними проникностями.